# Tinginae
Sous-famille
Synonymes
- Agrammatini Douglas & Scott, 1865[1]
- Aidoneini Distant, 1909[1]
- Axiokersini Distant, 1909[1]
- Galeatini Blatchley, 1926[1]
- Monanthiini A. Costa, 1853[1]
- Physatocheilini Blatchley, 1926[1]
- Serenthiini  Stål, 1873[1]

Les Tinginae sont une sous-famille de punaises-dentelle, insectes de l'ordre des hémiptères, du sous-ordre des hétéroptères (punaises), de la famille des Tingidae.

## Description
Les Tinginae ont la tête courte, avec le premier article des antennes qui dépasse distinctement le clypéus, sauf chez les Ypsotingini. Le pronotoum est généralement en forme de capuchon, s'étendant souvent vers l'arrière et recouvrant alors le scutellum et le clavus (partie interne) des ailes antérieures (hémélytres), qui peuvent être tachetées de noir ou de brun. La tête et les hémélytres sont aréolées. Ces espèces sont souvent d'une très grande beauté, avec leurs formes étranges et leur structure aréolée.

## Biologie
Il s'agit d'insectes phytophages. Plusieurs espèces  et s'attaquent aux feuilles de divers arbres cultivés (poirier, amandier, platane) et sont considérés comme des insectes ravageurs. C'est le cas des espèces du genre Stephanitis, qui s'en prend aux azalées et rhododendrons et à des arbres à fruits de la famille des Rosaceae, de même que Monosteira unicostata. Les espèces du genre Corythuca et Corythaica s'en prennent aux platanes (Platanus), au coton, aux agrumes et aux Solanaceae.

## Répartition
On rencontre les punaises de ce groupe dans l'ensemble des régions biogéographiques du globe (sauf en Antarctique).

## Systématique
La sous-famille des Tinginae a été décrite par l'entomologiste français Francis de Laporte de Castelnau en 1832.
La systématique de cette sous-famille reste discutée. La sous-famille des Agrammatinae ou Serenthiinae est fusionnée et synonymisée avec les Tinginae par Drake  & Davis en 1960. En 1965, Drake et Ruhoff divisent les Tinginae en trois tribus, les Litaedini, les Tingini et les Ypsotingini. Par la suite, divers auteurs considèrent que les critères de distinction de ces tribus ne sont pas probants, et la traitent comme un tout sans division,,. En 1999, Barbara Lis détache les Phatnomatini des Cantacaderinae, et les rattache aux Tinginae, comme une tribu séparée (bien qu'elle traite tous ces taxons à un échelon supérieur), reconnue par Guilbert et Schuh et Weirauch. En 2019, Victor et Natalya Golub rétablissent la tribu des Acalyptaini Blatchley, 1926, pour quatre, puis cinq genres issus des Tingini et des Ypsotingini.

### Liste des tribus
Selon BioLib (30 juillet 2023), corrigé à partir de Guilbert & al 2014 et Lis & al, 2023, elle se divise en cinq tribus :
- Acalyptaini Blatchley, 1926
- Litadeini Drake & Ruhoff, 1965
- Phatnomatini Drake & Davis, 1960
- Tingini Laporte, 1832
- Ypsotingini Drake & Ruhoff, 1965

### Fossiles
Plusieurs fossiles de Tinginae ont été retrouvés, notamment dans de l'ambre. Les plus anciens remontent à l'Albien ou au Cénomanien (Crétacé, entre −115 et −93 millions d'années).

## Galerie

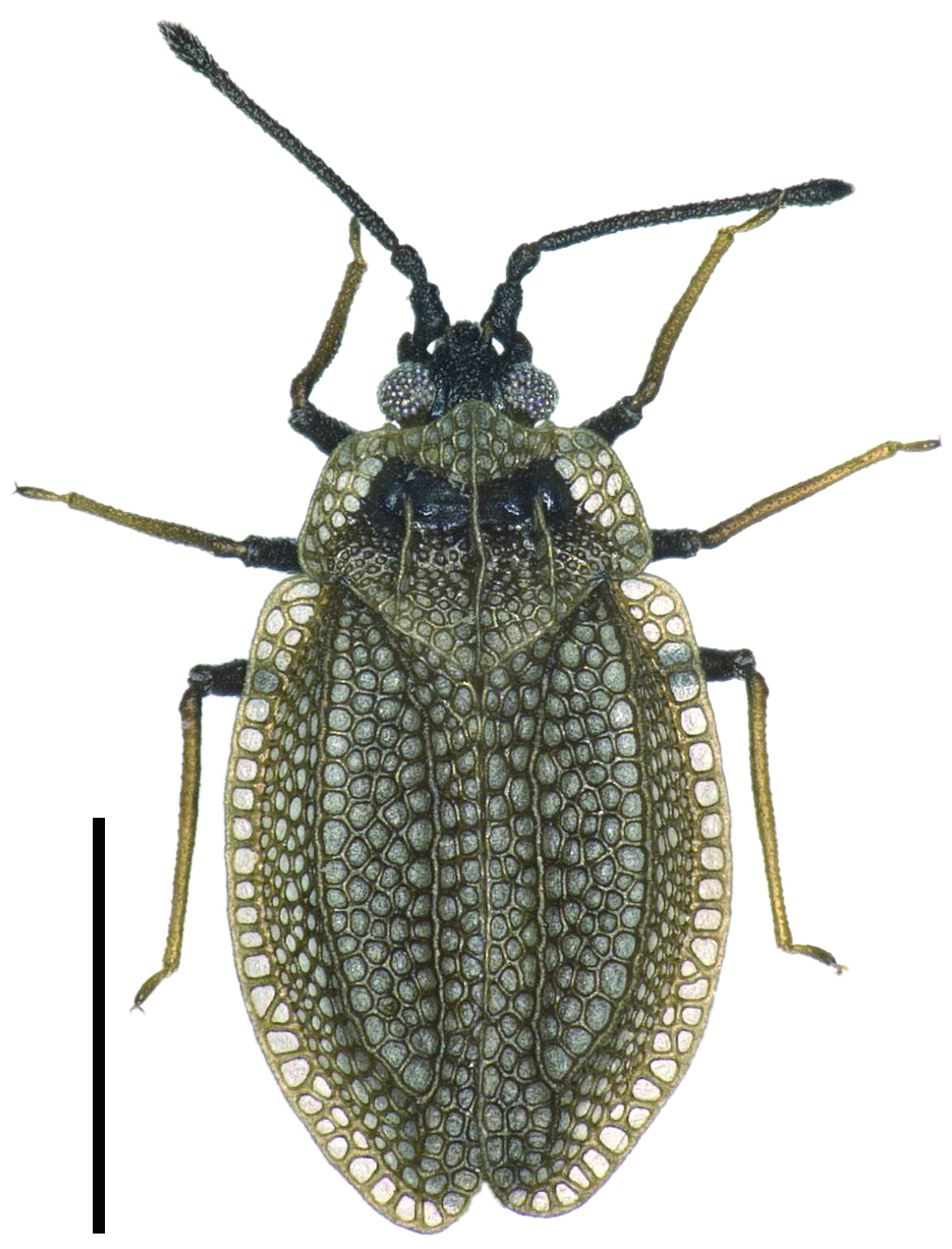
Acalyptaini : Acalypta marginata, Japon.
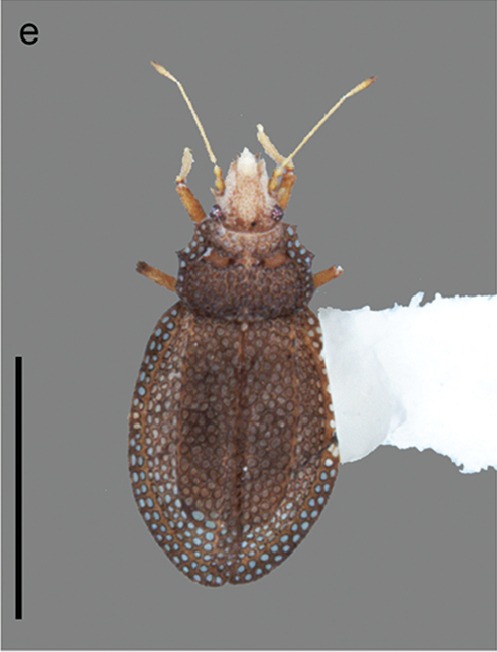
Phatnomatini : Minitingis minusculus, Caraïbes.
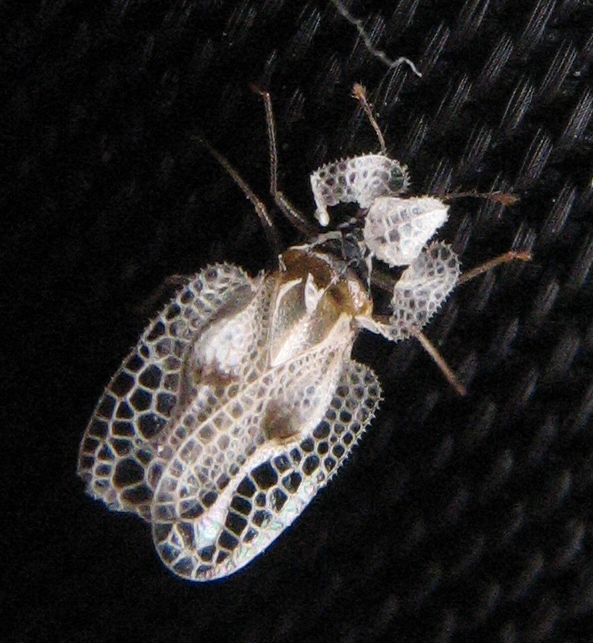
Tingini : Corythuca ciliata, le tigre du platane, Allemagne.
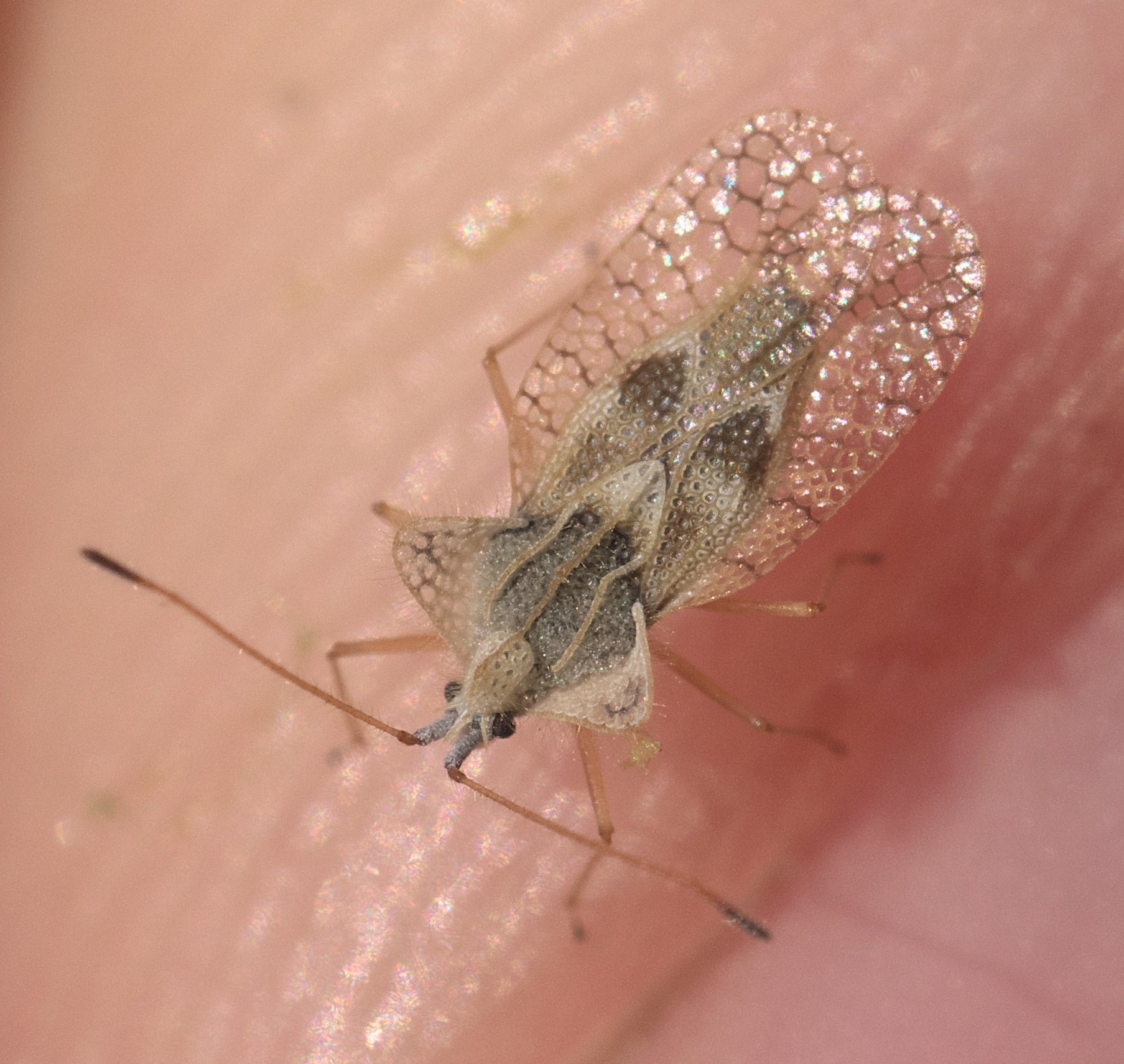
Tingini : Gargaphia, États-Unis.
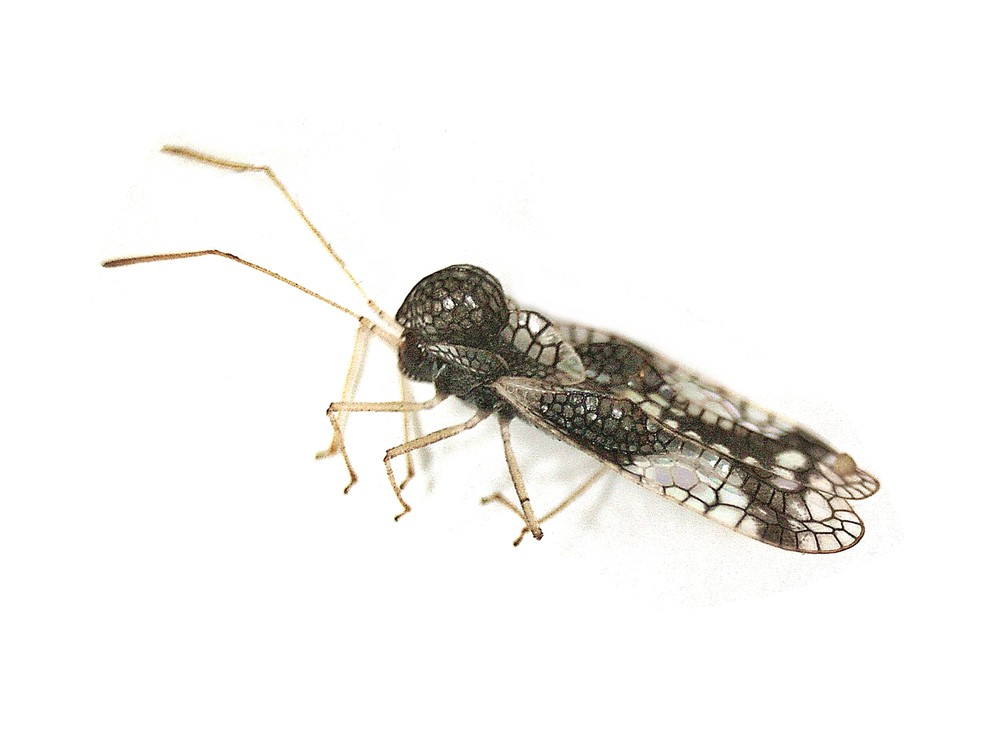
Tingini : Stephanitis takeyai, Pays-Bas.
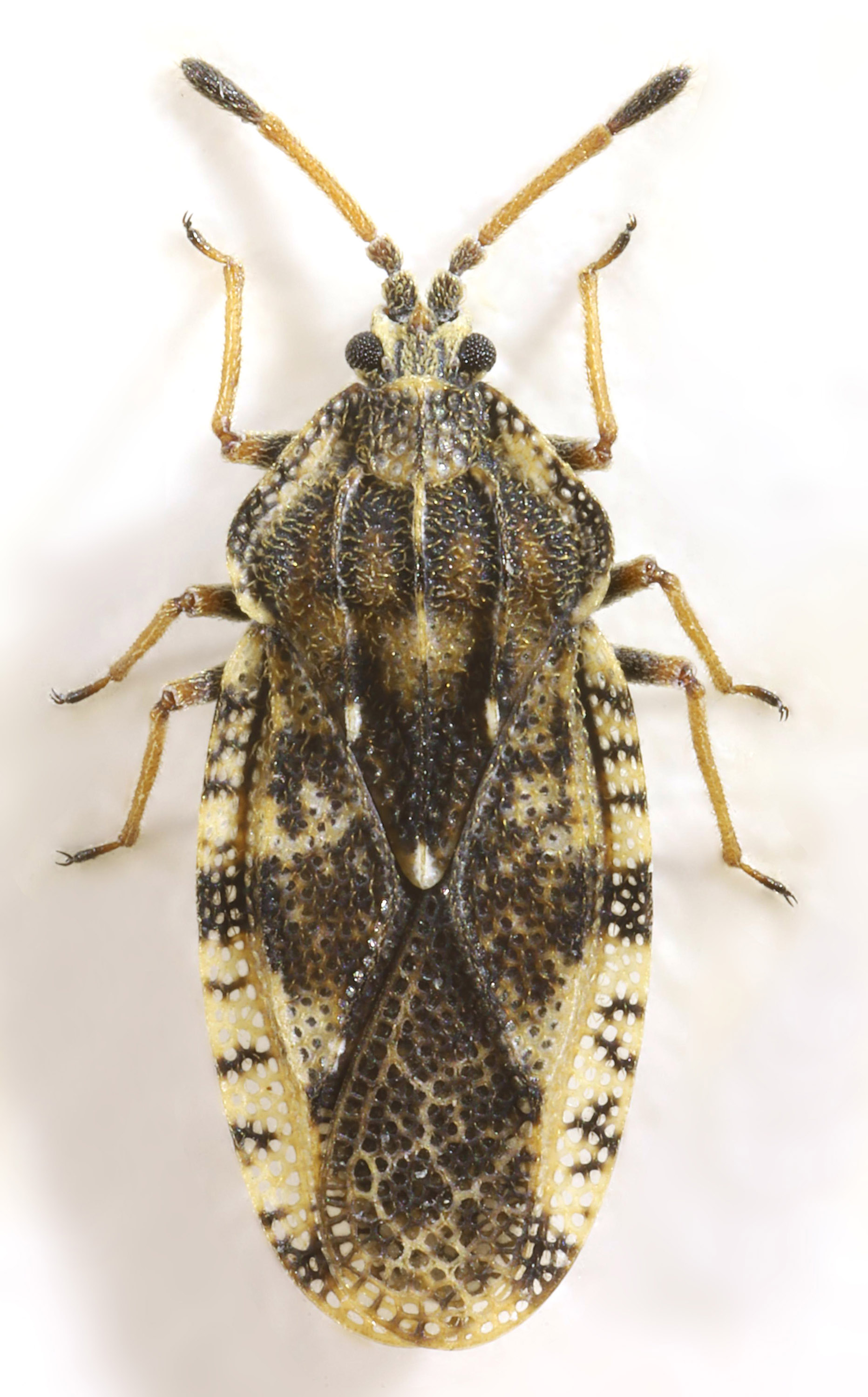
Tingini : Tingis cardui, Pays de Galles.
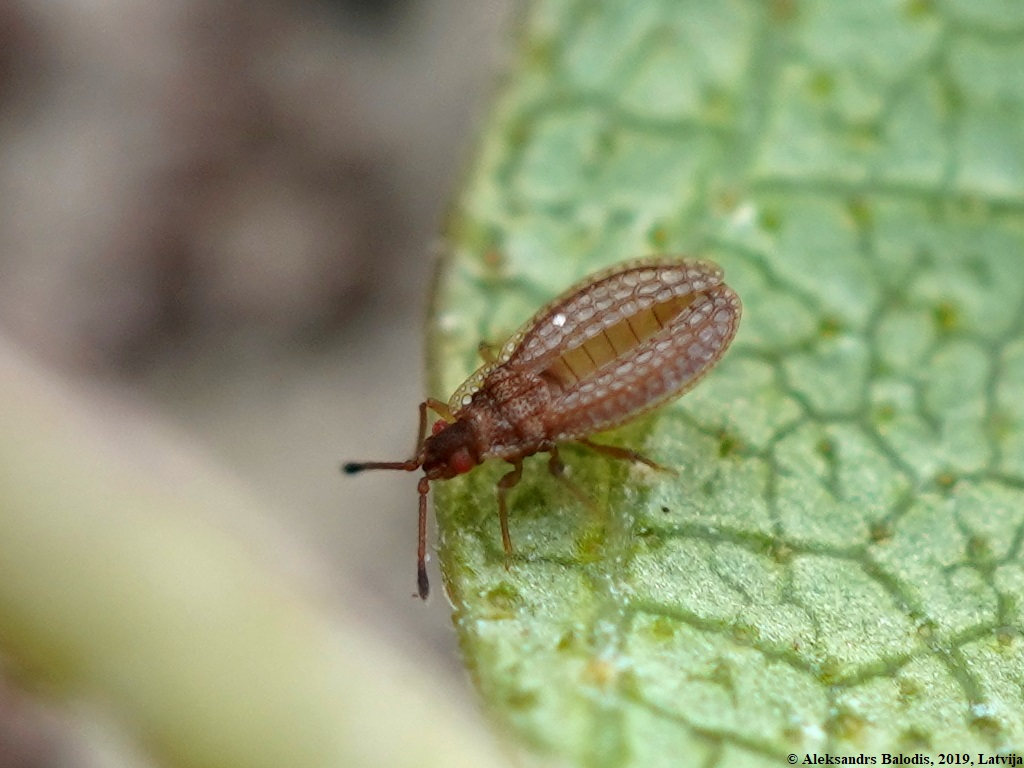
Tinginae : Campylosteira verna, Lettonie.